# Герб комуни Пітео
Герб комуни Пітео (швед. Piteå kommunvapen) — символ шведської адміністративно-територіальної одиниці місцевого самоврядування комуни Пітео. 

## Історія
Пітео отримала статус міста 1621 року. У привілеї фіксувався герб Пітео із зображенням голови оленя, який використовувався на міських печатках. Колористика герба в грамоті не вказувалася. Натомість її вказано при королівському перезатвердженні герба міста 25 січня 1946 року.
Після адміністративно-територіальної реформи, проведеної в Швеції на початку 1970-х років, муніципальні герби стали використовуватися лишень комунами. Тому з 1974 року цей герб представляє комуну Пітео, а не місто.

## Опис (блазон)
У срібному полі червона голова північного оленя зі золотими рогами.

## Зміст
Північний олень є представником  місцевої фауни.